# قناة السومرية الفضائية
قناة السومرية هي قناة فضائية عراقية مستقلة تبث عبر القمر الصناعي نايل سات و‌عرب سات و‌هوت بيرد، إضافة إلى بثها الأرضي في جميع عموم العراق، ومقرها الحالي في بيروت.
تأسست عام 2004 على يد مجموعة من رجال الأعمال الضليعين في مجال الإعلام، وهي تضمّ اليوم طاقماً من الإعلامين والتقنيين عداده 450 موظفاً موزّعين في العراق، ولبنان، والإمارات العربية المتحدة، والأردن.
تبث قناة السومرية برامجها على مدار الساعة، وتنتج أكثر من 24 ساعة من برامجها الأسبوعيّة داخلياً في استوديوهاتها الخاصة. كما ترتكز مجموعة برامج تلفزيون السومرية على الترفيه والثقافة والسياسة والأخبار، بالإضافة إلى برامج اجتماعية وأخرى مباشرة يقدمها فريق كفء من الشباب العراقي.
وتعتمد السومرية مفهوم التواصل المباشر مع مشاهديها من خلال برامج تفاعليّة تقوم على الاتصالات الهاتفية المباشرة والرسائل الخلوية القصيرة، إلى جانب المقابلات الميدانية التي يعدّها طاقم من المراسلين والصحافيين المنتشرين في أنحاء العراق كافة.
وهناك راديو «سومر FM» التابع لقناة السومرية، الذي يبث على مدار الساعة ويساعد بالبث الأرضي لتلك القناة.
ومؤخراً أطلقت مجموعة السومرية وكالة أنباء متطورة باسم «السومرية نيوز».

## وصلة خارجية
موقع قناة السومرية